# 妙見浦

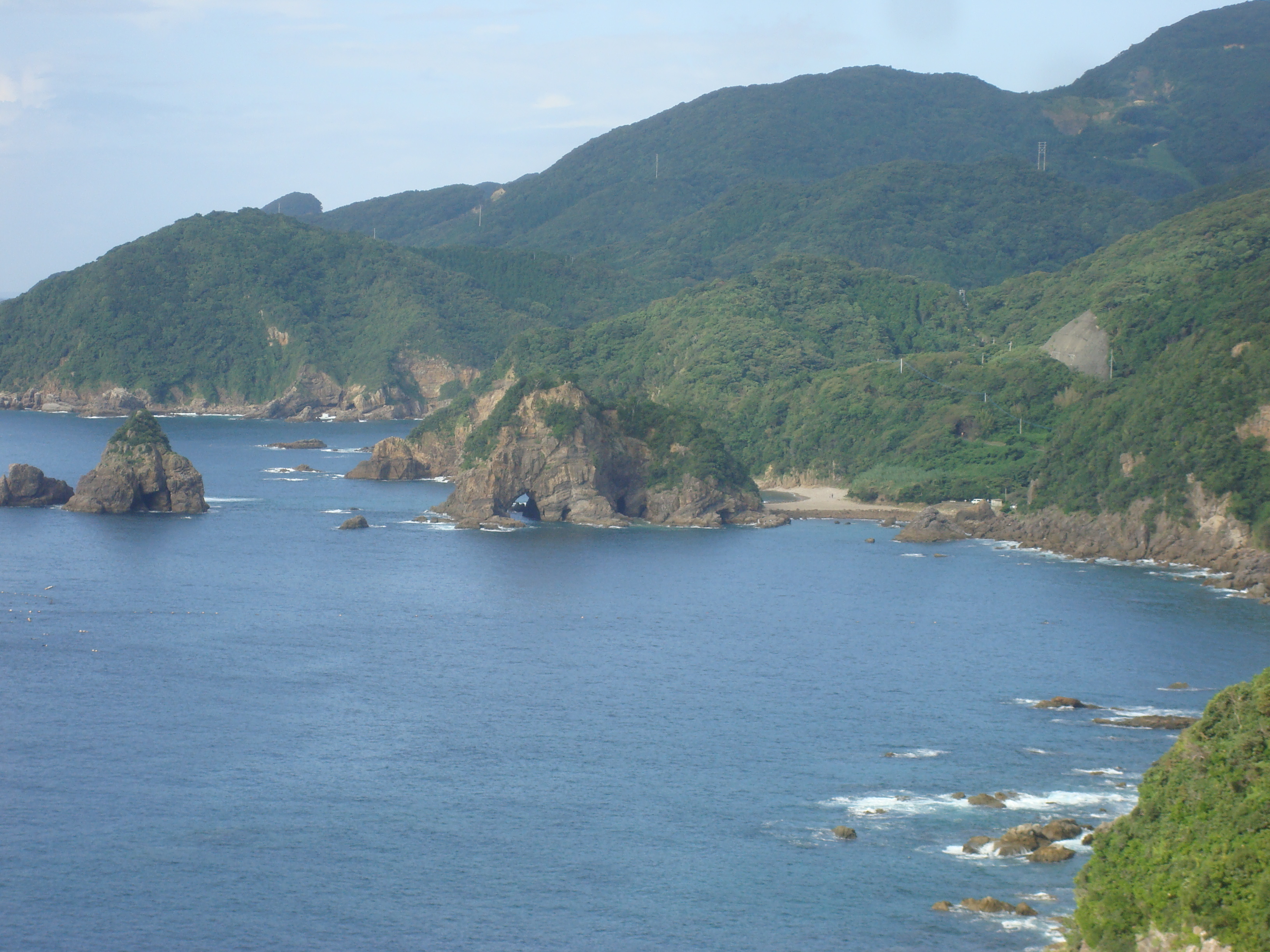
十三仏公園からの妙見浦の風景

妙見浦（みょうけんうら / みょうけんがうら）は、熊本県の天草諸島天草下島西岸、天草灘沿岸に発達する海岸。天草市に属する。風光明媚な景勝地で、国の名勝及び天然記念物（1935年指定）。雲仙天草国立公園に属する。

## 概要
一帯には100メートル級の断崖が陸に差し迫り、無数の岩礁や洞窟が見られる。高さ20メートル、幅20メートルと大規模な妙見洞門、様々な洞窟とつながりを見せる妙見洞窟を筆頭に、十三仏崎、妙見岩、長ハエ、蓬来島、鬼海ヶ浦、角橋、烏帽子岩、穴の口岩などの奇岩、奇勝が連なる。また、海岸に落ち込むように樹木が生い茂る。夕陽の名所としても知られる。
また、海水の透明度が非常に高く海洋生物も多く見られる。一帯にある天草海中公園は国内で初めて指定となった海中公園であり、妙見浦自体もスキューバダイビングやイルカウォッチングの適地である。

## 交通アクセス
- 熊本桜町バスターミナル・熊本駅から九州産交バスあまくさ号に乗車し「本渡バスセンター」下車。九州産交バス下田温泉ゆきにのりかえ「下田温泉」下車、さらに河浦車庫ゆきにのりかえ「妙見ヶ浦」下車。
- 九州自動車道松橋インターチェンジから95㎞。